# Henrique Chaves
Henrique Chaves Jr., född 21 mars 1997 i Torres Vedras, är en portugisisk racerförare.

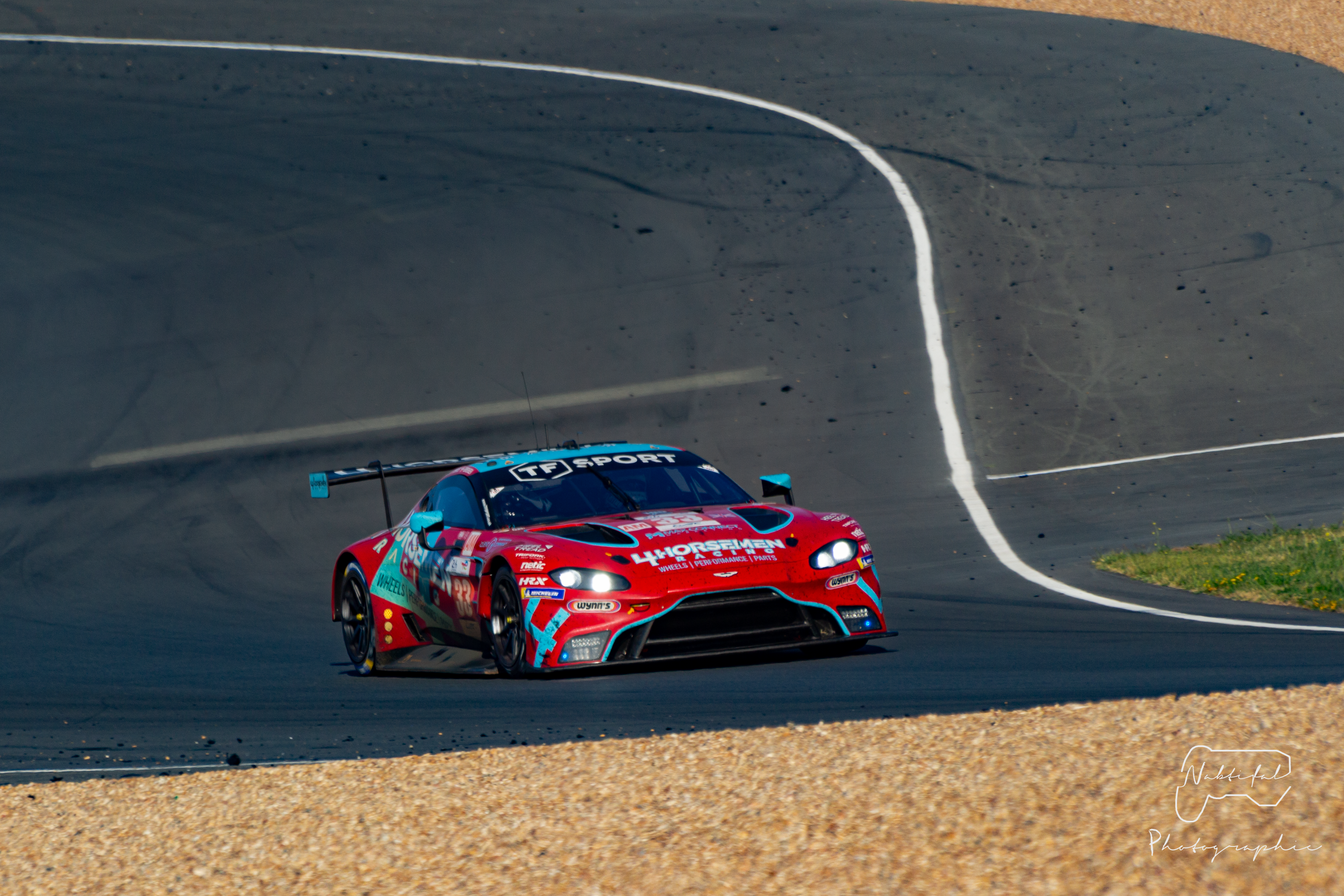
Chaves i sin Aston Martin Vantage GTE vid Le Mans 24-timmars på Red Bull Ring 2022.